# Донато Джаннотті
Донато Джанотті (італ. Donato Giannotti; 27 листопада 1492 — грудень 1573) — італійський політичний письменник і драматург.
Він був одним із лідерів недовгої Флорентійської республіки 1527 року. Згодом написав теоретичні праці про республіканізм. Після повернення Медічі він жив у вигнанні, померши в Римі. Його підтримував кардинал Нікколо Рідольфі.
Він познайомився з Мікеланджело, коли той працював у Сеньйорії у Флоренції. За словами Вазарі, саме Джанотті звернувся до Мікеланджело з замовленням від Рідольфі на погруддя «Брута».

## Праці
- Della Repubblica Fiorentina (1531)
- Dialogi de Republica Venetorum (1540)
- Il Vecchio amoroso, п'єса
- Milesia in terzine, п'єса
- Лист П'єро Ветторі
- Dialoghi de' Giorni che Dante Consumo nel Cercare l'Inferno e'l Purgatorio (1546)

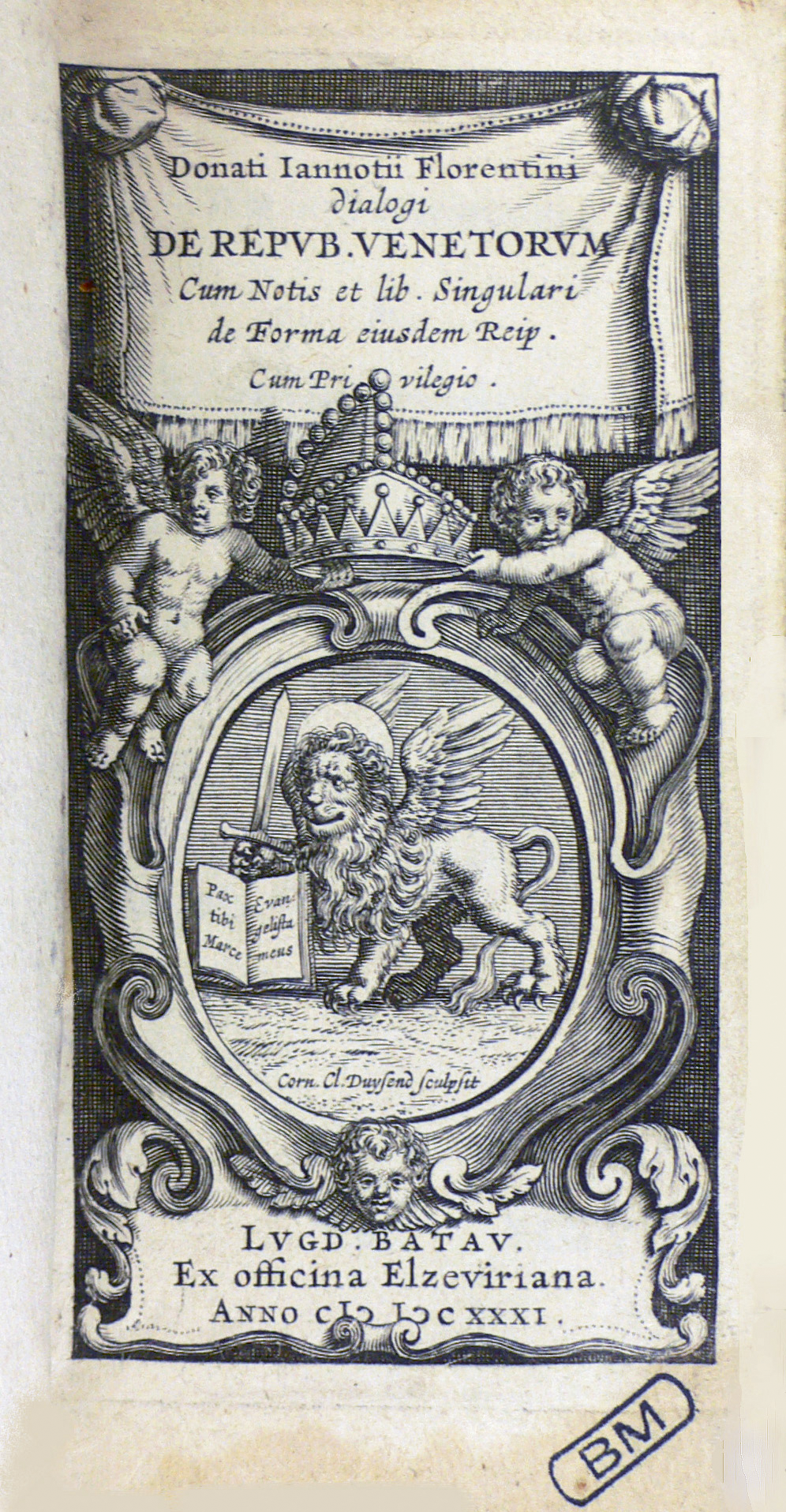
Dialogi de Repub. Venetorum (1631)

## Виноски
1. 1 2  Bibliothèque nationale de France BNF: платформа відкритих даних — 2011.
2. 1 2 3 4  Marconi S. Dizionario Biografico degli Italiani — 2000. — Vol. 54.
3. ↑  Bibliothèque nationale de France BNF: платформа відкритих даних — 2011.
4. ↑  CONOR.Sl
5. ↑  Randolph Starn (1968). Donato Giannotti and his "Epistolæ" :. Librairie Droz. с. 6. ISBN 978-2-600-03020-5.